# Dicranomyia brevicubitalis
Dicranomyia brevicubitalis är en tvåvingeart som först beskrevs av Alexander 1947.  Dicranomyia brevicubitalis ingår i släktet Dicranomyia och familjen småharkrankar. Inga underarter finns listade i Catalogue of Life.